# Büsserach
Büsserach é uma comuna da Suíça, situada no distrito de Thierstein, no cantão de Soleura. Tem 7,55 km² de área e sua população em 2018 foi estimada em 2.296 habitantes.